# Harold William Kuhn
Harold William Kuhn (29 de julho de 1925 – 2 de julho de 2014) foi um matemático norte-americano que estudou a teoria dos jogos. Recebeu em 1980 o Prêmio Teoria John von Neumann juntamente com David Gale e Albert W. Tucker.  Foi um Professor Emeritus de Matemática na Princeton University e é conhecido pelas Condições de Karush-Kuhn-Tucker, pelo teorema de Kuhn, pelo desenvolvimento do poker de Kuhn, bem como pela descrição do algoritmo húngaro do problema da afectação. Contudo, foi descoberto recentemente um estudo de Carl G. Jacobi, publicado em latim postumamente, em 1890, que antecipou em várias décadas o Algoritmo húngaro.

## Vida
Harold W. Kuhn nasceu em Santa Mónica, Califórnia, em 1925. É conhecido pela sua relação com John Forbes Nash, de quem foi colega de licenciatura, um amigo durante toda a vida e uma figura chave para convencer o Comité do Prémio Nobel sobre a contribuição científica de Nash que levou à atribuição a Nash em 1994 do Prémio de Ciências Económicas em Memória de Alfred Nobel. Kuhn e Nash colaboraram com Albert W. Tucker, que foi o professor conselheiro de Nash na sua tese de dissertação. Kuhn foi co-editor do livro The Essential John Nash, e foi reconhecido como consultor matemático do filme de adaptação da vida de Nash, de 2001, Uma Mente Brilhante.
Harold Kuhn foi o terceiro presidente da Society for Industrial and Applied Mathematics (SIAM).
O seu filho mais velho, Clifford Kuhn (1952-2015), foi historiador e ficou conhecido pelos seus estudos sobre o Sul dos EUA e por recolher depoimentos históricos orais. Outro filho, Nick Kuhn, é professor de matemática na Universidade da Virgínia.  O seu filho mais novo, Jonathan Kuhn, é Director de Arte e Antiguidades no Departmento Municipal de Parques & Laser de Nova Iorque.
Harold W. Kuhn faleceu a 2 de julho de 2014.